# Канеохе Стејшон (Хаваји)
Канеохе Стејшон (енгл. Kaneohe Station) насељено је место за статистичке потребе у америчкој савезној држави Хаваји. По попису становништва из 2010. у њему је живело 9.517 становника.

## Демографија
Према попису становништва из 2010. у граду је живело 9.517 становника, што је -2.310 (-19.5%) становника више него 2000. године.
| Група             | 2000.         | 2010.         |
| Белци             | 7.297 (61,7%) | 6.008 (63,1%) |
| Афроамериканци    | 1.428 (12,1%) | 699 (7,3%)    |
| Азијати           | 631 (5,3%)    | 370 (3,9%)    |
| Хиспаноамериканци | 1.731 (14,6%) | 1.890 (19,9%) |
| Укупно            | 11.827        | 9.517         |